# Annalen van Miechów
De Annalen van Miechów (Latijn: Annales Miechovienses) is een 15e-eeuwse Latijnse annalistische tekst die in het klooster van de Orde van het Heilig Graf van Jeruzalem in Miechów door verschillende auteurs is opgesteld. De annalen behandelen de jaren 947-1434 en beschrijven de geschiedenis van Polen in het algemeen en die van het klooster in het bijzonder. De annalen zijn verdeeld in twee hoofddelen. Het eerste deel behandelt de periode 947-1388 en is in zijn geheel gekopieerd uit een eerdere bron, terwijl de tweede door veel auteurs is gecompileerd, op basis van talloze bronnen en individuele ervaring. Ze bevatten materialen afkomstig van het verloren Annales Polonorum en een document opgesteld door Aimaro Monaco dei Corbizzi. De annalen vertellen o.a. het verhaal van Jaksa Gryfita, een Poolse kruisridder en beschermheer van het klooster.
De annalen zijn geherpubliceerd in 1866, 1872 en 1960. Het origineel is tijdens de Tweede Wereldoorlog verloren gegaan, maar fotokopieën zijn nog wel toegankelijk. Historici kunnen het er niet over eens zijn over de vraag of er een tweede uitgebreide versie van de annalen bestaan heeft.